# Калин Дјопарто
Калин Кјара Сурјанти Дјопарто (хол. Kaelyn Ciara Suryanti Djoparto; Парамарибо, 1. јун 2006) суринамска је пливачица и олимпијка чија ужа специјалност су спринтерске трке слободним стилом. Носила је заставу своје земље на паради нација током отварања Летњих олимпијских игара 2024. у Паризу.

## Спортска каријера
Калин је доста рано почела са пливачким такмичењима и већ са десет година учествовала је на националном првенству за јуниоре. Прво велико међународно такмичење на којем је требало да учествује је било Светско јуниорско првенство оджано у Лими почетком септембра 2022, међутим није успела да обезбеди средства и отпутује у Перу на такмичење.
Њен међународни пливачки деби десио се у октобру 2023. на Панамеричким играма у Сантјагу где је успела да значајно поправи лични рекорд у трци на 50 метара слободним стилом.
Захваљујући специјалној позивници такмичила се и на Летњим олимпијским играма у Паризу 2024. године. У Паризу је пливала у квалификацијама трке на 50 метара слободним стилом. Наступила је у трећој квалификационој групи где је пливала у стази 2, и са временом од 29,99 секунди заузела је  четврто место у својој квалификационој групи, односно укупно 61. место у конкуренцији 79 такмичарки. Уједно је то био и њен нови лични рекорд у тој дисциплини. Калин је заједно са колегом из пливачке репрезнтације Ирвином Хостом носила заставу своје земље на церемонији отварања Олимпијских играма у Паризу.